# Орсола Рівата
Орсола Рівата (італ. Orsola Rivata; 12 липня 1897, Гуарене — 24 березня 1987) — італійська паулістка (FSP) та перший начальник Учениць Божественного Вчителя (PDDM), Слуга Божа Католицької Церкви.

## Біографія
Вступила до Згромадження Сестер Дочок Святого Павла (FSP) 29 липня 1922 року, а 21 листопада 1923 року приєдналася з Метильдою до новоствореної Конгрегації Сестер Дочок Святого Павла (Учениці Божественного Вчителя), взявши ім'я Марія Схоластика.
Прийняла габіт з рук засновника, бл. о. Якова Альберіоне 25 березня 1924 року разом із сімома іншими черницями.
Схоластика померла в передчутті святості і зараз триває її процес беатифікації.